# 馬敏兒
馬敏兒（英語：Iris Ma Man Yee，1960年1月29日—），前香港女演員，曾加入麗的電視（即亞洲電視有限公司前身），現已剃度出家。

## 簡介
1976年，馬敏兒16歲德愛中學畢業後參加麗的電視第三期藝員訓練班。 1978年，著名監制麥當雄大擔起用仍然讀訓練班的她，於《鱷魚淚》中飾演潘志文妹妹「呂文琪」一角，漸露頭角，結果該劇大放異彩，一炮而紅。她亦憑藉在劇中的出色演出當選1978年由《華僑晚報》十大明星選舉評選的「十大電視明星」，火速成為麗的當家花旦。
馬敏兒成名後，立即獲得麗的電視重用，演出不少著名的長篇劇， 如《變色龍》、《沈勝衣》、《天蠶變》、《新變色龍》、《浴血太平山》、《人在江湖》、《浮生六劫》、《再會太平山》等等，這都是擔任女主角的作品。足以証明，當年馬敏兒甚具觀眾缘，麗的電視也特別重用馬敏兒。曾與多位實力派男演員合作，其中與潘志文、劉志榮及徐少強的螢幕情侶檔令人印像深刻。
1982年《秃鹰》一剧她因合约問題而未能参演。 該劇除陣容强大外，另一在當年引起话题的就是贵为首席花旦的马敏儿要在《家春秋》一剧中演出婢女角色，在首15集更是连一句台词也没有。她曾向傳媒指責亞洲電視的安排，而亞洲電視則反駁是她刻意将自己扮成婢女形象。馬敏兒於1985年7月15日約滿亞洲電視，於1986年1月之前赴加拿大英屬哥倫比亞大學攻讀電腦及英語課程（因旅行時喜歡英屬哥倫比亞大學的校園氛圍，於是託同學為她辦理入學手續和尋找容身居所），並她與亞視一方達成協議，1986年1月1日履行新簽下的藝員合約。但她後來退出娱乐圈，至1990年宣佈復出電視圈，並轉投無綫電視。2002年，馬敏兒重返亞洲電視拍摄《万家灯火》。2009年接受明報周刊第2139期訪問時公開自己於同年9月26日已在印度剃度出家。

## 電視劇（麗的電視/亞洲電視）
| 首播   | 劇名                       | 角色            | 合 作 演 員                          | 備柱                                               |
| 1977年 | 《三兄弟》                 | 莎莎            | 黎灼灼、周吉、譚榮傑、尹偉諾、徐家霖 | 客串                                               |
| 1977年 | 《大家姐與大狂魔》         | 方晶            | 黃莎莉、林偉祺、胡楓、韓義生         | 第2集：紅樓艾曼妞                                  |
| 1978年 | 《追族》                   | 谷音            | 馮寶寶、歐陽佩珊、呂有慧、白茵       |                                                    |
| 1978年 | 《鱷魚淚》                 | 吕文琪          | 潘志文、張瑪莉、林嘉華、王偉         |                                                    |
| 1978年 | 《吾家有女》               | -               | 張寶之、盧宛茵、董驃、白茵           |                                                    |
| 1978年 | 《變色龍》                 | 程望棣          | 潘志文、劉志榮、劉緯民、魏秋樺       |                                                    |
| 1979年 | 《沈胜衣》                 | 步烟飞          | 徐少強、江濤、劉志榮、羅樂林         | 马敏儿第一套古装剧集                               |
| 1979年 | 《天蚕变》                 | 伦婉儿          | 徐少強、伍衛國、苗可秀、余安安       | 当时由于被抽调演出《新变色龙》其角色被安排提前死去 |
| 1979年 | 《俠盜風流》               | 楚湘雲          | 潘志文、魏秋樺、張瑪莉、陳婉薇       |                                                    |
| 1979年 | 《新變色龍》               | 程望棣          | 潘志文、劉志榮、林國雄、張錚         |                                                    |
| 1980年 | 《浮生六劫》               | 車沪生          | 岳華、平凡、魏秋樺、萬梓良           |                                                    |
| 1980年 | 《人在江湖》               | 許佩芝          | 陳觀泰、江漢、李影、喬宏             |                                                    |
| 1980年 | 《大地恩情之金山夢》       | 杨亚满          | 劉志榮、李影、余安安、伍衛國         |                                                    |
| 1980年 | 《大内群英續集》           | 香蕾公主/馬香蕾 | 萬梓良、黎漢持、文雪兒、容惠雯       |                                                    |
| 1981年 | 《浴血太平山》             | 何嘉丽          | 劉志榮、劉緯民、伍衛國、梁淑莊       |                                                    |
| 1981年 | 《天使危機》               | 陳家茵          | 萬梓良、潘志文、阮佩珍、劉江         |                                                    |
| 1981年 | 《再会太平山》             | 何嘉麗          | 劉志榮、卡迪遜. 鄧綠茵、鄭文雅       |                                                    |
| 1981年 | 《马永贞》                 | 阿蘭            | 白彪、伍衛國、黎漢持、蔡瓊輝         |                                                    |
| 1982年 | 《爱情跑道》               | 湯寶瓊          | 萬梓良、劉志榮、魏秋樺、周俊明       |                                                    |
| 1982年 | 《家春秋》                 | 翠環            | 伍衛國、劉志榮、鄧綠茵、江濤         |                                                    |
| 1983年 | 《一江春水向東流》         | 董頌詩          | 黎漢持、曾偉權、阮佩珍、葉玉萍       |                                                    |
| 1983年 | 《八美圖》                 | 馮念慈          | 魏秋樺、卡迪遜、李影、蔡瓊輝         |                                                    |
| 1983年 | 《世界仔》                 | -               | 劉志榮、文雪兒                       |                                                    |
| 1983年 | 《鐵膽英雄》               | 蘇眉            | 何家勁、梁小龍、李麗麗、董驃         | 主唱《铁胆英雄》的插曲《如若我是你》，與徐小明合唱 |
| 1984年 | 《琴剑恩仇》               | 斯琴公主        | 岳華、文雪兒、斑斑、區凱鈴           |                                                    |
| 1984年 | 《101拘捕令2之热线九九九》 | 汪麗萍          | 羅樂林、尹志強、金燕玲、劉緯民       |                                                    |
| 1984年 | 《云海玉弓缘》             | 厲勝男          | 曾偉權、江濤、蔡倩兒、劉紅芳         |                                                    |
| 1985年 | 《大千小傳》               | 汪碧澄          | 劉緯民、劉志榮、區凱鈴、黃曼凝       | 馬敏兒的告別作，此片後淡出娛樂圈。                 |
| 2003年 | 《萬家燈火》               | 鄧水歡          | 馮寶寶、潘志文、胡美儀、盧慶輝       |                                                    |

## 電視劇（無綫電視）
| 首播   | 劇名         | 角色   | 合 作 演 員                    | 備柱                     |
| 1996年 | 《盏鬼老豆》 | 葉娉婷 | 廖偉雄、許紹雄、龔慈恩、洪朝豐 | 馬敏兒最後一套的電視劇集 |

## 演唱歌曲
- 《如若我是你》－《鐵膽英雄》插曲（與徐小明合唱）

## 綜藝節目（無綫電視）
- 1994年：江山如此多FUN：第二季（第12集）(嘉賓)